# Révolution du 19 avril 1810

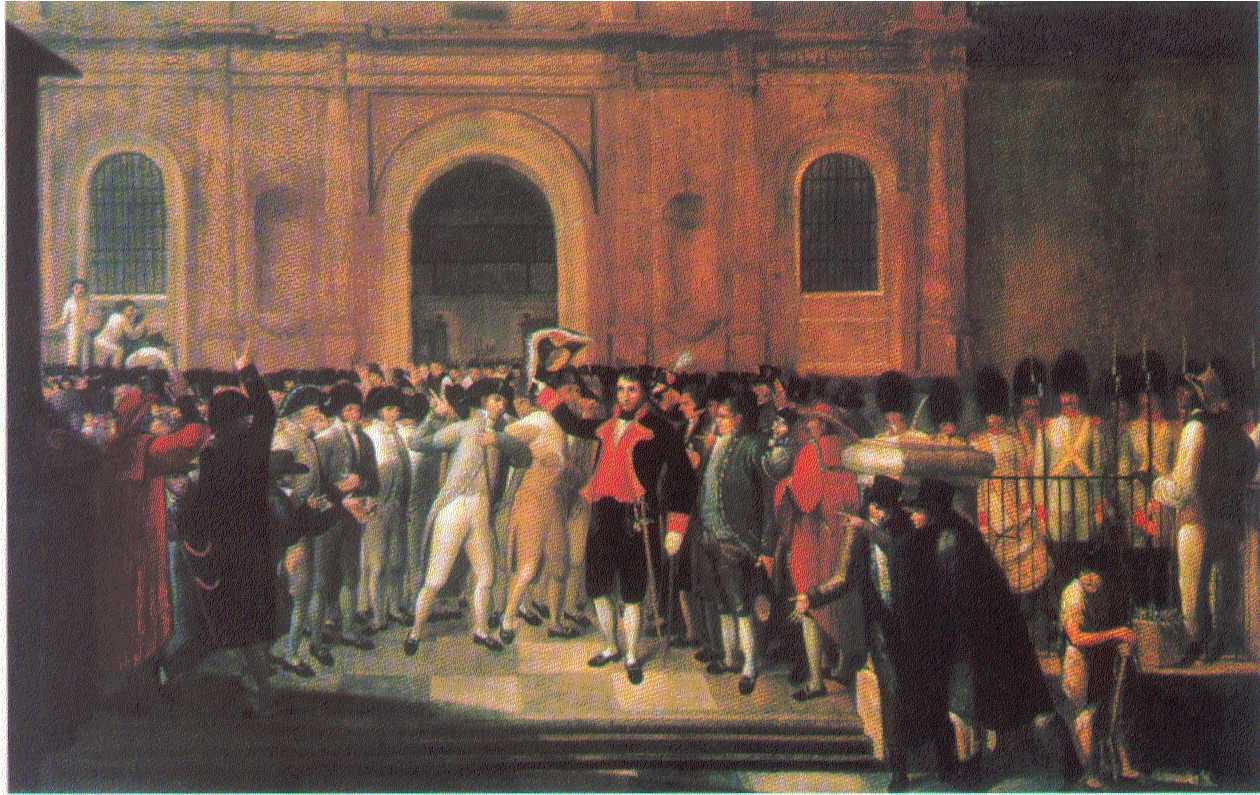
Destitution de Vicente Emparan le 19 avril 1810.

La révolution du 19 avril 1810 est un soulèvement populaire survenu à Caracas le Jeudi saint du 19 avril 1810, qui marque le début de la guerre d'indépendance du Venezuela. 
Ce jour est depuis lors toujours célébré au Venezuela comme le « Jour de la proclamation de l'Indépendance ». 

## Histoire
Le soulèvement a pour origine le rejet du nouveau capitaine général et gouverneur, Vicente Emparan par les habitants de Caracas, qui lui reprochent d'avoir été nommé par le roi Joseph Ier, frère de Napoléon Bonaparte, placé sur le trône d'Espagne à la place de Ferdinand VII après l'entrevue de Bayonne en 1808.
Le jeudi 19 avril, au moment où le gouverneur Emparan se rend à la messe, un groupe d'aristocrates et de bourgeois créoles, membres du cabildo de Caracas (le conseil municipal), désavouent officiellement, par l'émission d'un acte, le capitaine général du Venezuela. Celui-ci essaya de l'empêcher, mais quand, depuis une fenêtre de l'hôtel de ville (l'Ayuntamiento), il demanda à la population, qui s'était rassemblée sur la Plaza Mayor (aujourd'hui Plaza Bolívar), si elle désirait qu'il poursuive ou non son mandat, le presbytérien José Cortéz de Madariaga fit de grands gestes à la foule pour qu'elle réponde « non » et le hue. Emparan déclara alors qu'il ne voulait plus de ce mandat, démissionna et repartit pour l'Espagne.
Par ailleurs, le groupe d'insurgés signe l'« Acte du 19 avril », sous la prétention d'agir dans l'intérêt de Ferdinand VII et contre le roi Joseph. La Junte centrale est instaurée ce même jour, sur le modèle de celle de Cadix, qui prend rapidement les initiatives suivantes : 
- Établir des juntes similaires dans les provinces de Barinas, Cumaná, Margarita, Barcelona, Trujillo et Mérida ;
- Développer le commerce extérieur ;
- Interdire le trafic d'esclaves noirs ;
- Créer la Société patriotique, pour développer l'agriculture et l'industrie ;
- Créer l'Académie de mathématiques.

Des émissaires sont envoyés dans les pays qui pourraient appuyer la guerre d'indépendance du Venezuela : en Angleterre, aux États-Unis, en Nouvelle-Grenade, cependant que trois provinces restent fidèles à la couronne d'Espagne, le Maracaibo, la province de Guayana, et Coro.
Cette déconvenue de l'autorité de la capitainerie générale de Caracas est le premier pas vers la proclamation de la Déclaration d'indépendance du Venezuela, le 5 juillet 1811, ratifiée le 7 juillet suivant.
Le Livre des Actes original du premier Cabildo de Caracas se trouve exposé dans la Chapelle Santa Rosa de Lima de Caracas.

## Le Texte (en espagnol)
| Acta del 19 de abril de 1810 En la ciudad de Caracas el 19 de abril de 1810, se juntaron todos los señores que abajo firmarán, y son los que componen este muy ilustre Ayuntamiento, con motivo de la función eclesiástica del día de hoy, Jueves Santo, y principalmente con el de atender a la salud pública de este pueblo que se halla en total orfandad, no sólo por el cautiverio del señor Don Fernando VII, sino también por haberse disuelto la junta que suplía su ausencia en todo lo tocante a la seguridad y defensa de sus dominios invadidos por el Emperador de los franceses, y demás urgencias de primera necesidad, a consecuencia de la ocupación casi total de los reinos y provincias de España, de donde ha resultado la dispersión de todos o casi todos los que componían la expresada junta y, por consiguiente, el cese de su funciones. Y aunque, según las últimas o penúltimas noticias derivadas de Cádiz, parece haberse sustituido otra forma de gobierno con el título de Regencia, sea lo que fuese de la certeza o incertidumbre de este hecho, y de la nulidad de su formación, no puede ejercer ningún mando ni jurisdicción sobre estos países, porque ni ha sido constituido por el voto de estos fieles habitantes, cuando han sido ya declarados, no colonos, sino partes integrantes de la Corona de España, y como tales han sido llamados al ejercicio de la soberanía interina, y a la reforma de la constitución nacional; y aunque pudiese prescindirse de esto, nunca podría hacerse de la impotencia en que ese mismo gobierno se halla de atender a la seguridad y prosperidad de estos territorios, y de administrarles cumplida justicia en los asuntos y causas propios de la suprema autoridad, en tales términos que por las circunstancias de la guerra, y de la conquista y usurpación de las armas francesas, no pueden valerse a sí mismos los miembros que compongan el indicado nuevo gobierno, en cuyo caso el derecho natural y todos los demás dictan la necesidad de procurar los medios de su conservación y defensa; y de erigir en el seno mismo de estos países un sistema de gobierno que supla las enunciadas faltas, ejerciendo los derechos de la soberanía, que por el mismo hecho ha recaído en el pueblo, conforme a los mismos principios de la sabia Constitución primitiva de España., y a las máximas que ha enseñando y publicado en innumerables papeles la junta suprema extinguida. Para tratar, pues, el muy ilustre Ayuntamiento de un punto de la mayor importancia tuvo a bien formar un cabildo extraordinario sin la menor dilación, porque ya pretendía la fermentación peligrosa en que se hallaba el pueblo con las novedades esparcidas, y con el temor de que por engaño o por fuerza fuese inducido a reconocer un gobierno legítimo, invitando a su concurrencia al señor Mariscal de Campo don Vicente de Emparan, como su presidente, el cual lo verificó inmediatamente, y después de varias conferencias, cuyas resultas eran poco o nada satisfactorias al bien político de este leal vecindario, una gran porción de él congregada en las inmediaciones de estas casas consistoriales, levantó el grito, aclamando con su acostumbrada fidelidad al señor Don Fernando VII y a la soberanía interina del mismo pueblo; por lo que habiéndose aumentado los gritos y aclamaciones, cuando ya disuelto el primer tratado marchaba el cuerpo capitular a la iglesia metropolitana, tuvo por conveniente y necesario retroceder a la sala del Ayuntamiento, para tratar de nuevo sobre la seguridad y tranquilidad pública. Y entonces, aumentándose la congregación popular y sus clamores por lo que más le importaba, nombró para que representasen sus derechos, en calidad de diputados, a los señores doctores don José Cortés de Madariaga, canónigo de merced de la mencionada iglesia; doctor Francisco José de Rivas, presbítero; don José Félix Sosa y don Juan Germán Roscio, quienes llamados y conducidos a esta sala con los prelados de las religiones fueron admitidos, y estando juntos con los señores de este muy ilustre cuerpo entraron en las conferencias conducentes, hallándose también presentes el señor don Vicente Basadre, intendente del ejército y real hacienda, y el señor brigadier don Agustín García, comandante subinspector de artillería; y abierto el tratado por el señor Presidente, habló en primer lugar después de su señoría el diputado primero en el orden con que quedan nombrados, alegando los fundamentos y razones del caso, en cuya inteligencia dijo entre otras cosas el señor Presidente, que no quería ningún mando, y saliendo ambos al balcón notificaron al pueblo su deliberación; y resultando conforme en que el mando supremo quedase depositado en este Ayuntamiento muy ilustre, se procedió a lo demás que se dirá, y se reduce a que cesando igualmente en su empleo el señor don Vicente Basadre, quedase subrogado en su lugar el señor don Francisco de Berrío, fiscal de Su Majestad en la real audiencia de esta capital, encargado del despacho de su real hacienda; que cesase igualmente en su respectivo mando el señor brigadier don Agustín García, y el señor don José Vicente de Anca, auditor de guerra, asesor general de gobierno y teniente gobernador, entendiéndose el cese para todos estos empleos; que continuando los demás tribunales en sus respectivas funciones, cesen del mismo modo en el ejercicio de su ministerio los señores que actualmente componen el de la real audiencia, y que el muy ilustre Ayuntamiento, usando de la suprema autoridad depositada en él, subrogue en lugar de ellos los letrados que merecieron su confianza; que se conserve a cada uno de los empleados comprendidos en esta suspensión el sueldo fijo de sus respectivas plazas y graduaciones militares; de tal suerte, que el de los militares ha de quedar reducido al que merezca su grado, conforme a ordenanza; que continuar las órdenes de policía por ahora, exceptuando las que se han dado sobre vagos, en cuanto no sean conformes a las leyes y prácticas que rigen en estos dominios legítimamente comunicadas, y las dictadas novísimamente sobre anónimos, y sobre exigirse pasaporte y filiación de las personas conocidas y notables, que no pueden equivocarse ni confundirse con otras intrusas, incógnitas y sospechosas; que el muy ilustre Ayuntamiento para el ejercicio de sus funciones colegiadas haya de asociarse con los diputados del pueblo, que han de tener en él voz y voto en todos los negocios; que los demás empleados no comprendidos en el cese continúen por ahora en sus respectivas funciones, quedando con la misma calidad sujeto el mando de las armas a las órdenes inmediatas del teniente coronel don Nicolás de Castro y capitán don Juan Pablo de Ayala, que obraran con arreglo a las que recibieren del muy ilustre Ayuntamiento como depositario de la suprema autoridad; que para ejercerla con mejor orden en lo sucesivo, haya de formar cuanto antes el plan de administración y gobierno que sea más conforme a la voluntad general del pueblo; que por virtud de las expresadas facultades pueda el ilustre Ayuntamiento tomar las providencias del momento que no admitan demora, y que se publique por bando esta acta, en la cual también se insertan los demás diputados que posteriormente fueron nombrados por el pueblo, y son el teniente de caballería don Gabriel de Ponte, don José Felix Ribas y el teniente retirado don Francisco Javier Ustáriz, bien entendido que los dos primeros obtuvieron sus nombramientos por el gremio de pardos, con la calidad de suplir el uno las ausencias del otro, sin necesidad de su simultánea concurrencia. En este estado notándose la equivocación padecida en cuanto a los diputados nombrados por el gremio de pardos se advierte ser sólo el expresado don José Felix Ribas. Y se acordó añadir que por ahora toda la tropa de actual servicio tenga press y sueldo doble, y firmaron y juraron la obediencia a este nuevo gobierno. Vicente de Emparan; Vicente Basadre; Felipe Martínez y Aragón; Antonio Julián Alvarez; José Gutiérrez del Rivero; Francisco de la Hoz Berrío; Francisco Espejo; Agustín García; José Vicente de Unda; José de las Llamosas; Martín Tovar Ponte; Feliciano Palacios; J. Hilario Mora; Isidoro Antonio López Méndez; licenciado Rafael González; Valentín de Rivas; José María Blanco; Dionisio Palacios; Juan Ascanio; Pablo Nicolás González, Silvestre Tovar Liendo; doctor Nicolás Anzola; Lino de Clemente; doctor José Cortes, como diputado del clero y del pueblo; doctor Francisco José Rivas, como diputado del clero y del pueblo; como diputado del pueblo, doctor Juan Germán Roscio; como diputado del pueblo, doctor Félix Sosa; José Félix Ribas; Francisco Javier Ustáriz; fray Felipe Mota, prior; fray Marcos Romero, guardián de San Francisco; fray Bernardo Lanfranco, comendador de la Merced; doctor Juan Antonio Rojas Queipo, rector del seminario; Nicolás de Castro; Juan Pablo Ayala; Fausto Viana, escribano real y del nuevo Gobierno; José Tomás Santana, secretario escribano. |